# 第22太陽週期

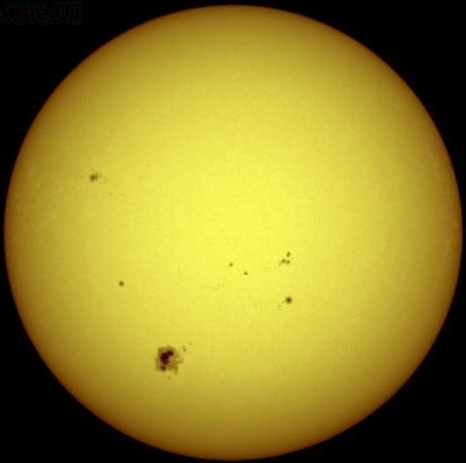
太陽和一些可見的黑子。

第22太陽週期是從1775年開始紀錄太陽黑子活動以來的第22個太陽週期
這個週期開始於1986年9月，結束於1996年5月，只持續了9.7年。在這個週期內的最大平滑黑子數(超過12個月期間的黑子月平均數值)為158.5，最小的數值為8，沒有黑子的天數約為309天  。

## 1989年3月磁暴

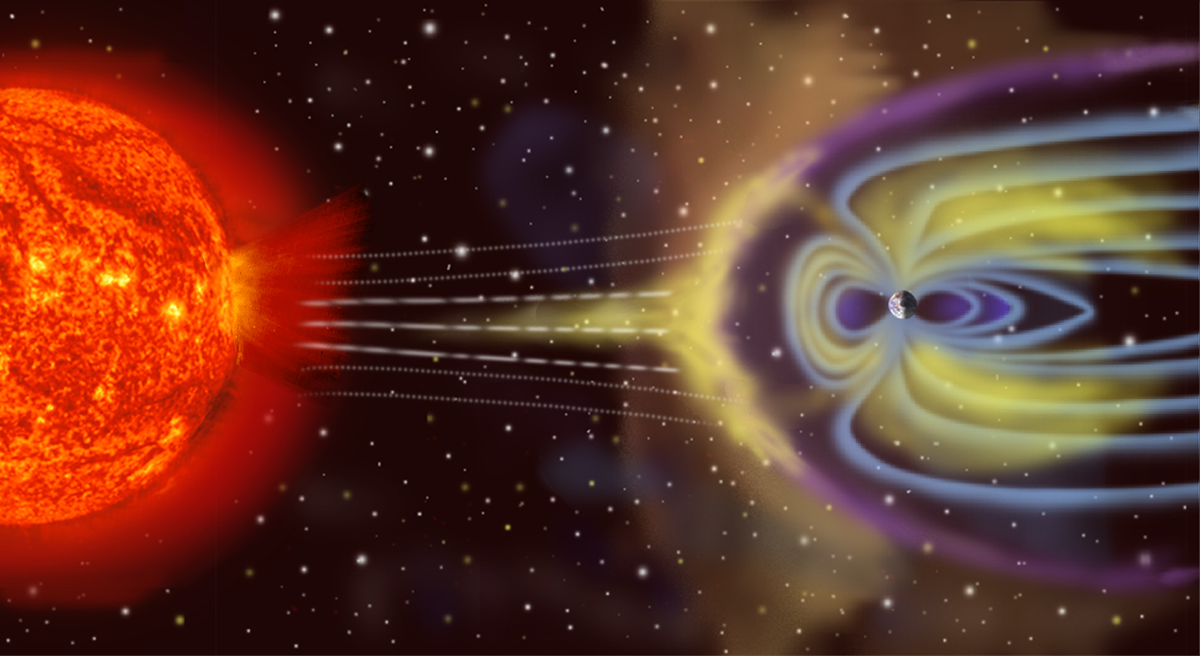
藝術家描繪的太陽風撞擊地球磁層。

在1989年3月，一個強烈的磁暴造成魁北克水力發電廠系統的崩潰。這次磁暴是1989年3月9日發生的日冕物質拋射導致的結果。在3.5天之後的1989年3月13日2:44，強烈的磁暴襲擊了地球。磁暴首先在極區引發了激烈的極光，連遠在美國南方的德州都能看見。此一事件發生在冷戰的期間，許多人都擔心這是第一波的核武攻擊正在進行中。也有人認為在稍晚，3月13日9:57:00發射的STS-29太空梭任務，與這次激烈的極光有所關聯。這次的爆發對短波無線電造成干擾，包括對自由歐洲電台的干擾，因而一開始被認為是前蘇聯政府對電波訊號進行的干擾。

晌午與子夜正和平舉行著禪讓的祭典，不可見的電磁力卻在地球上的天空和岩石之間，無聲地戰鬥著，想望破開那無形的禁錮。帶電的粒子和電子在電離層中是東向的流，不論是窮鄉僻壤的處女之地還是繁華千秋落盡的南城古都，強大的電流都為它匯聚。。

一些繞極軌道的衛星失去控制數個小時。GOES氣象衛星的通信中斷，導致天氣圖的影像遺失。NASA的TDRS-1通訊衛星記錄到250個異常，導致極其靈敏的電路中的粒子增加。發現號太空梭發現自身有奇怪的問題，一個在氫燃料槽上供應氫給燃料電池的感應器，在3月13日的讀數上顯示出異常的高壓。這個問題在太陽風暴平息後就神秘的消失了。
這次的地球磁場擾動也造成魁北克水力電力網的斷路器短路。魁北克廠有非常長的公眾事業傳輸線，事實上是座落在巨大的岩石地盾上，阻擋了當時流向地球的電流，電流只能沿著735KV的傳輸線尋找電阻較低的路徑。 
詹姆斯灣網路離線的時間短於90秒鐘，但使得魁北克發生規模第二大的電力管制達11個月之久。電力故障持續了9個小時，並且強制實施各項管制和各項減緩措施，包括提高傳輸水準、安裝超高壓的串聯補償，和提升各項監測和工作的程式。其他在北美、英國、北歐和其他各地的事業，都執行程式以減少地磁感應電流與相關的風險。

## 1989年8月磁暴
在1989年8月，另一個磁暴影響到微晶片，導致多倫多所有的股票市場交易停頓。